# Aguna
Aguna is een vlindergeslacht uit onderfamilie Eudaminae van de familie van de dikkopjes (Hesperiidae).
- A. albistria
- A. asander
- A. aurunce
- A. camagura
- A. cirrus
- A. claxon
- A. clina
- A. coelus
- A. ganna
- A. hypozonius
- A. megaeles
- A. metophis
- A. venezuelae
- A. williamsi